# Djuplottbacken
Djuplottbacken este o arie protejată (arie specială de conservare — SAC, sit de importanță comunitară — SCI) din Finlanda întinsă pe o suprafață de 43 ha, integral pe uscat.

## Localizare
Centrul sitului Djuplottbacken este situat la coordonatele 63°31′05″N 23°21′55″E / 63.5181°N 23.3653°E.

## Înființare
Situl Djuplottbacken a fost declarat sit de importanță comunitară în august 1998 pentru a proteja 1 specie de animale. Situl a fost protejat și ca arie specială de conservare în aprilie 2015.

## Biodiversitate
Situată în ecoregiunea boreală, aria protejată conține 3 habitate naturale: Mlaștini turboase de tranziție și turbării mișcătoare, Taiga vestică, Mlaștini împădurite.
La baza desemnării sitului se află o specie protejată de  mamifere: veveriță zburătoare siberiană (Pteromys volans).